# Engraulis encrasicolus
El boquerón, aladroque o bocarte (Engraulis encrasicolus) es un pescado azul de unos 15-20 cm de largo (tamaño adulto), con un alto valor comercial, y que es capturado fundamentalmente para la alimentación humana. En la cornisa cantábrica se le conoce como anchoa, al igual que cuando son procesadas mediante un proceso de salazón y posterior envasado con aceite vegetal, dando así lugar a una semiconserva.

## Morfológia
Presenta un hocico puntiagudo, un maxilar inferior corto, barbilla y contorno facial suave, que alcanza prácticamente la parte frontal del preopérculo branquial y que utiliza para defenderse en caso de amenaza de algún depredador, tal como lubinas o mújeles; el extremo de la mandíbula inferior llega casi hasta la base de las narinas. Los opérculos branquiales se proyectan sobre las epibranquias. La pseudobranquia es algo mayor que el ojo y alcanza la parte interior del opérculo branquial. Presenta asimismo, una franja plateada sobre la línea lateral, que desaparece con la edad.

## Reproducción
Efectúa la puesta entre junio y julio; los huevos, de una peculiar forma alargada, flotan durante dos o tres días tras la fecundación hasta la eclosión de los alevines. Estos crecen muy lentamente (ejemplares de un año pueden medir menos de 3 cm) hasta alcanzar el tamaño adulto.

## Distribución
El boquerón abunda a lo largo del año en todo el Mediterráneo, en la fachada atlántica de África y Europa (desde Sudáfrica al sur de Noruega) y está presente también en el mar Negro y el mar de Azov. 
En invierno, además de estar presente de forma importante en las anteriores zonas, abunda especialmente en la costa sur de Inglaterra y Gales, en el canal de la Mancha y en el golfo de Guinea, pero en estos lugares no se producen capturas lo suficientemente abundantes como para considerarlas importantes desde un punto de vista comercial.
Se capturan con regularidad principalmente en las costas de España, Marruecos, Italia, Francia, Grecia, Turquía, y en menor cantidad en las costas de Bulgaria, Rusia, Georgia y Ucrania.

## Gastronomía

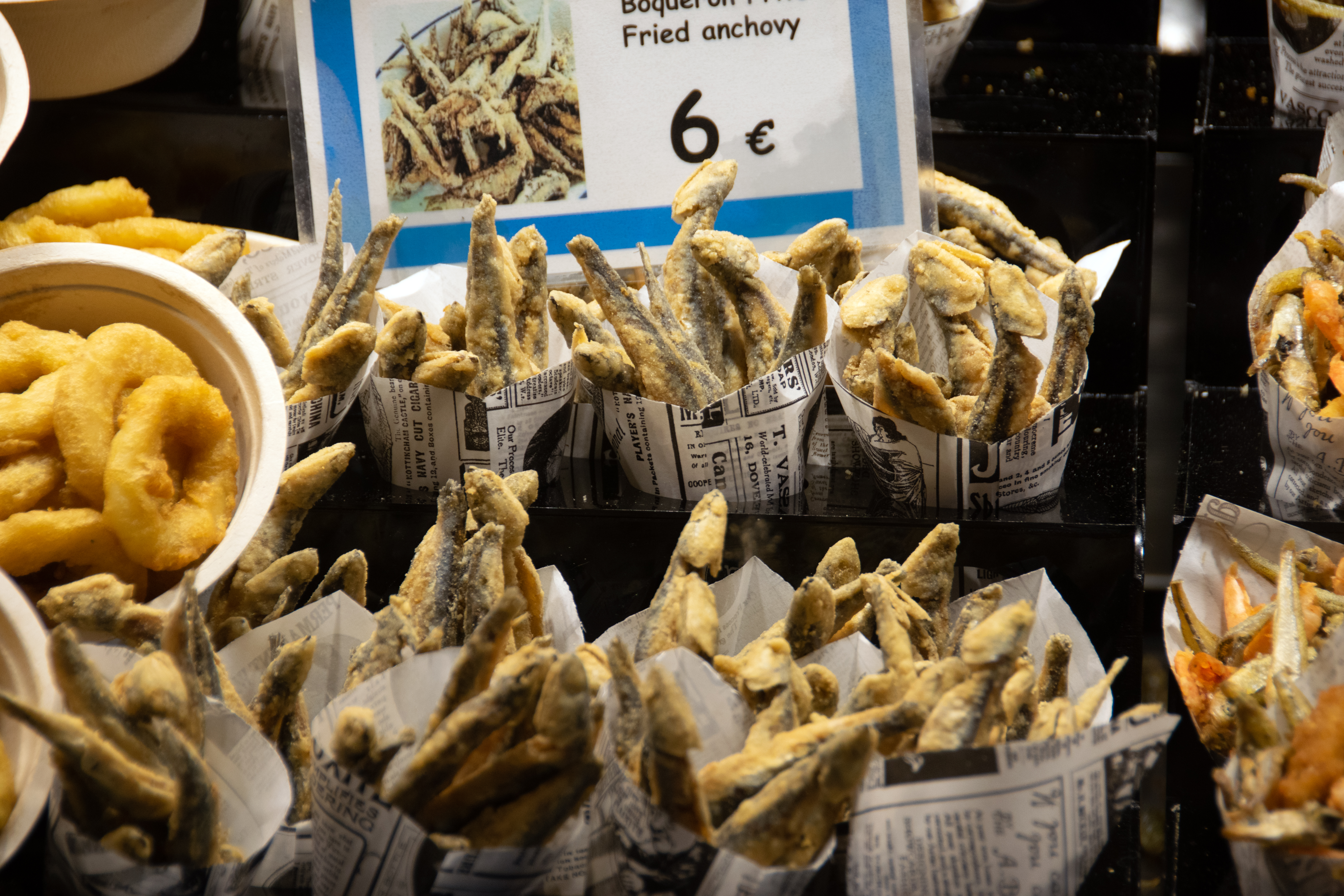
Boquerones fritos

El boquerón es muy apreciado en la cocina de los países de la cuenca mediterránea por el sabor y suave textura de sus lomos.
En España se consumen principalmente de tres formas distintas: fritos en aceite de oliva y previamente rebozados en harina de trigo, macerados en vinagre, sal, ajo, perejil y aceite de oliva, o como una semiconserva en aceite de oliva, previamente desecadas en salazón. 

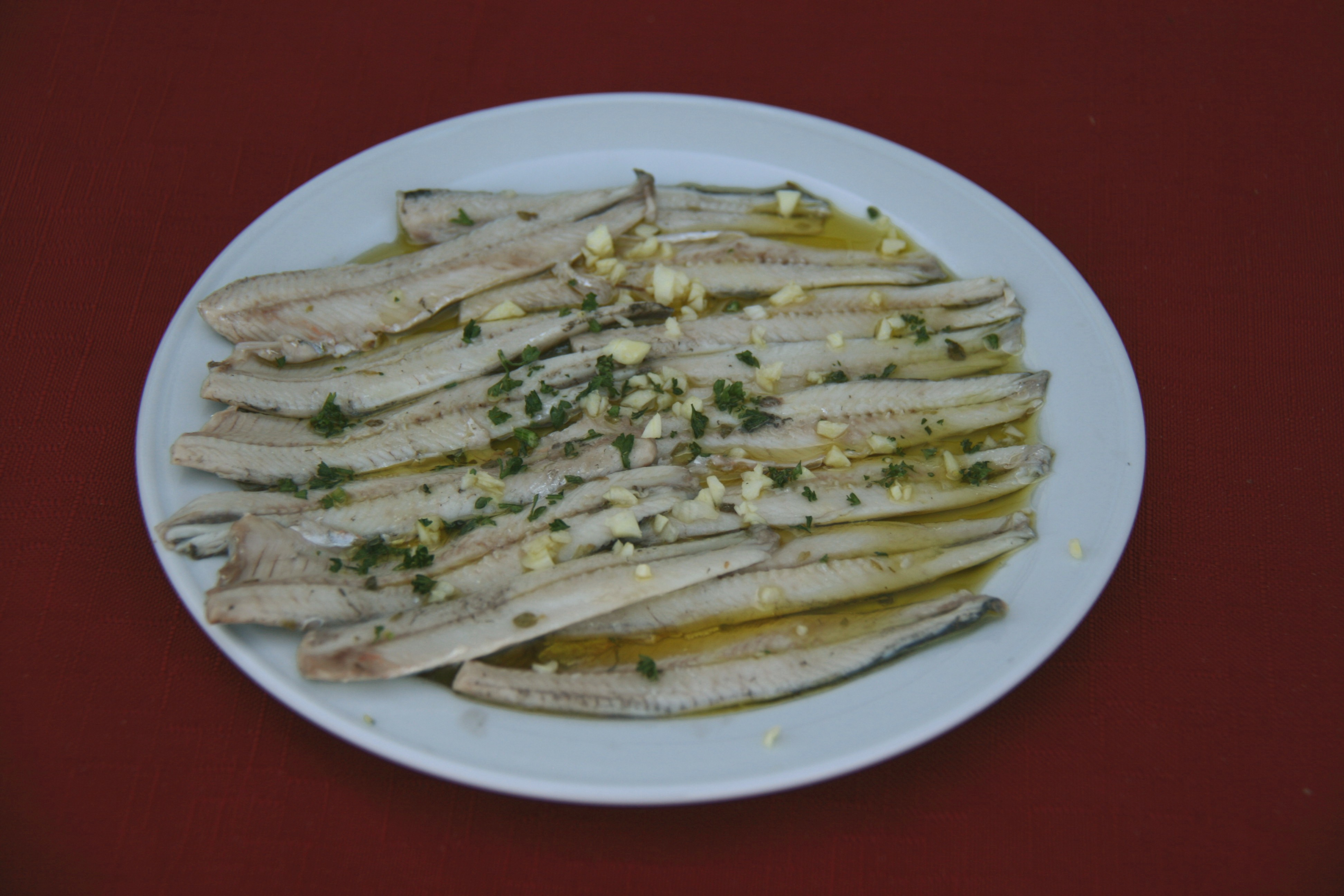
Ración de boquerones en vinagre

En función de su presentación y de la región donde nos encontremos, este pescado se denomina de diferente manera. En la cornisa cantábrica se le denomina "anchoa" cuando se prepara en salazón y se envasa en aceite de oliva, o "bocarte" tanto si se prepara rebozado en harina y frito, como si se macera en vinagre, aceite de oliva, ajo, perejil y sal. En toda la costa mediterránea y en la fachada atlántica andaluza se le denomina "boquerón" tanto a la fritura como al encurtido en vinagre. En algunos países como Inglaterra, suele prepararse la carne del boquerón en salazón (anchoa) para obtener una pasta saborizante denominada Gentleman's Relish.
En Italia también es muy común, especialmente como ingrediente de las pizzas y algunas salsas para pastas como la putanesca.
Las preparaciones en semiconserva y en vinagre de este pescado son potencialmente peligrosas para la salud, por la posible presencia del parásito anisakis, que no se elimina con el desecado del salazón ni con el marinado en vinagre. Para destruir el parásito (y su efecto pernicioso, la anisakiasis) basta con congelar los lomos antes o después de su preparación durante al menos 24 horas y a una temperatura de –20 °C o inferior (obligatorio en España desde diciembre de 2006). Las preparaciones en aceite de oliva y previamente pasada la anchoa por salazón, también eliminan el anisakis, pero después de 3 meses.
En ambos tipos de presentaciones, para ser comercializados en un establecimiento público, los lomos del pescado deben haber sufrido el anterior proceso de eliminación del parásito, y el establecimiento que los sirva estará obligado a indicar que así lo ha hecho en su carta-menú o de otra forma análoga e igualmente eficaz. Por regla general, procediendo a su congelado. En el caso de ser envasados para su consumo, es en el etiquetado donde se debe garantizar que se ha seguido el proceso de ultracongelación para la eliminación del parásito.